# Youyou (grand prêtre d'Osiris)
Pour les articles homonymes, voir Youyou.
Youyou (parfois écrit Iouiou) est un grand prêtre d'Osiris à Abydos, sous le règne des pharaons Ramsès II et peut-être Mérenptah de la XIXe dynastie.

## Biographie
Youyou est issu d'une longue lignée de grands prêtres d'Osiris, il est le sixième détenteur du titre de grand prêtre dans sa famille. Dans le passé, on pensait qu'il était le fils du grand prêtre d'Osiris Hori et le petit-fils du grand prêtre d'Osiris Ounennéfer,. Sur la stèle conservée au Louvre, Youyou est cependant identifié comme le fils du grand prêtre Ounennéfer et de la chanteuse d'Osiris Tiy. Il serait ainsi le frère de Hori. Dans des publications plus récentes, Hori et Youyou sont tous deux reconnus comme des fils de Ounennéfer.
Le fils et successeur de Youyou est Siese.

## Attestations
Youyou est représenté sur une double statue de son père Ounennéfer et de son grand-père, le grand prêtre d'Osiris Méry. La statue (JdE 35257 du Caire) montre la famille du grand prêtre Ounennéfer sur la face dorsale. Youyou est représenté après son frère Ramose, qui est maître de maison. Youyou est considéré comme un prophète d'Isis. Il est suivi de ses fils, le deuxième prophète d'Osiris Siese, le prophète de Horus Hori, et le prêtre-lecteur d'Osiris Mery. Dans une autre rangée se trouvent les sœurs de Youyou : Ouiay, Isetnofret, Moutnofret et Bouia.
Parmi les monuments de Youyou, une statue de granit le représente tenant un naos, avec le dieu Osiris, aujourd'hui exposée au Musée du Louvre (A 69). Sur la statue, Youyou porte les titres de « grand prêtre d'Osiris », de « chambellan du chef de l'Ouest » et de « prêtre du seigneur d'Abydos ».